# Obuasi
Obuasi   este un oraș  în  partea de sud a Ghanei, în regiunea Ashanti. La recensământul din 2000 avea o populație de 115.564 locuitori. Orașul este cunoscut pentru mina sa de aur, exploatată încă din secolul al XVII-lea. Stație de cale ferată pe ruta Kumasi - Sekondi. Aeroport local.

## Personalități
- John Mensah, fotbalist